# Jermek Marschyqpajew

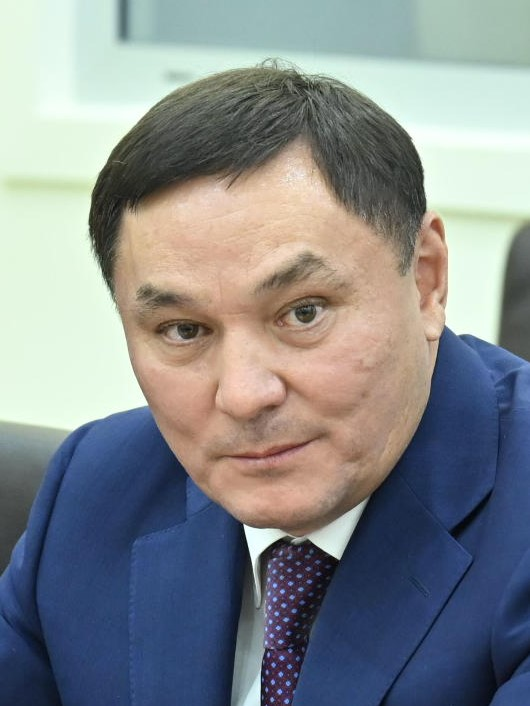
Jermek Marschyqpajew, 2023

Jermek Boranbajuly Marschyqpajew (kasachisch Ермек Боранбайұлы Маржықпаев, russisch Ермек Боранбаевич Маржикпаев/Jermek Boranbajewitsch Marschikpajew; * 29. August 1969 in Zelinograd, Kasachische SSR) ist ein kasachischer Politiker.

## Leben
Jermek Marschyqpajew wurde 1969 in Zelinograd geboren. Er erlangte 1994 einen Abschluss am Pädagogischen Institut Zelinograd. 2001 folgte ein weiterer Abschluss an der Turan-Universität in Almaty und 2009 ein Abschluss an der Staatlichen Universität Kökschetau.
Seine berufliche Laufbahn begann er 1991 als Sportlehrer und Boxtrainer an der Oberschule Nr. 29 in Zelinograd. Von 1993 bis 1994 arbeitete er als Geschichtslehrer an der Oberschule Nr. 7 im Dorf Borowoje im heutigen Audan Burabai im Gebiet Aqmola. Von November 1994 bis Juni 1995 war er Direktor von Schonai und seit Juni 1995 arbeitete er als Generaldirektor des Unternehmens Bereke-Burabai.
Von 2007 bis 2009 war Marschyqpajew Abgeordneter in der Regionalverwaltung von Aqmola. Im August 2008 wurde er Äkim des Audan Arschaly im Gebiet Aqmola und von April 2012 bis September 2013 leitete er als Äkim den Audan Serendi. Anschließend war er bis Juni 2014 stellvertretender Äkim (Gouverneur) des Gebietes Aqmola. Seit dem 6. Januar 2015 war er Äkim (Bürgermeister) der Stadt Kökschetau. Er folgte auf Schomart Nurghalijew, der zwei Monate zuvor verstorben war.
Am 19. März 2019 wurde er zum Äkim (Gouverneur) des Gebietes Aqmola ernannt. Seit dem 2. September 2023 war Marschyqpajew im Kabinett von Premierminister Älichan Smajylow Minister für Tourismus und Sport. Nach nur etwa einem Jahr wurde er am 31. August 2024 bereits wieder aus dem Ministeramt entlassen. Seit dem 23. September 2024 ist er Berater des kasachischen Premierministers.